# Wernges
Wernges ist ein Ortsteil der Stadt Lauterbach im mittelhessischen Vogelsbergkreis mit rund 200 Einwohnern.

## Geschichte

### Ortsgeschichte
Die älteste erhaltene schriftliche Erwähnung des Ortes unter dem Namen Wernichiz stammt aus dem Jahr 1285.
Der Ort gehörte zur Herrschaft Riedesel. Dort galten die Riedesel’schen Verordnungen aus dem 18. Jahrhundert als Partikularrecht. Das Gemeine Recht galt nur, soweit diese Verordnungen keine Bestimmungen enthielten. Dieses Sonderrecht behielt theoretisch seine Geltung auch während der Zugehörigkeit zum Großherzogtum Hessen im 19. Jahrhundert, in der gerichtlichen Praxis wurden aber nur noch einzelne Bestimmungen angewandt. Das Partikularrecht wurde zum 1. Januar 1900 von dem einheitlich im ganzen Deutschen Reich geltenden Bürgerlichen Gesetzbuch abgelöst. Gericht der ersten Instanz war ab 1821 bis 1879 das Landgericht Lauterbach, anschließend das Amtsgericht Lauterbach.
Zum 1. Juli 1971 wurde die Gemeinde Wernges im Zuge der Gebietsreform in Hessen auf freiwilliger Basis in die Kreisstadt Lauterbach eingegliedert. Für Wernges wurde, wie für die übrigen durch die Gebietsreform nach Lauterbach eingegliederten Gemeinden, ein Ortsbezirk mit Ortsbeirat und Ortsvorsteher eingerichtet.

### Verwaltungsgeschichte im Überblick
Die folgende Liste zeigt die Staaten und Verwaltungseinheiten, denen Wernges angehört(e):
- vor 1567: Heiliges Römisches Reich, Oberherrschaft: Landgrafschaft Hessen, Zent Lauterbach der Riedesel Freiherr zu Eisenbach
- ab 1567: Heiliges Römisches Reich, Oberherrschaft: Landgrafschaft Hessen-Marburg, Zent Lauterbach (zur Herrschaft Riedesel)[9]
- 1604–1648: Heiliges Römisches Reich, strittig zwischen Landgrafschaft Hessen-Darmstadt und Landgrafschaft Hessen-Kassel (Hessenkrieg)
- ab 1604: Heiliges Römisches Reich, Landgrafschaft Hessen-Darmstadt, Zent Lauterbach (Freiherren Riedesel zu Eisenbach)[10]
- 1787: Heiliges Römisches Reich, Landgrafschaft Hessen-Darmstadt (Oberfürstentum Hessen), Oberamt Alsfeld, Zent Lauterbach (Freiherren Riedesel zu Eisenbach)
- ab 1806: Großherzogtum Hessen (Souveränitätslande),[Anm. 2] Fürstentum Oberhessen, Oberamt Alsfeld, Zent Lauterbach (zur Herrschaft Riedesel)
- ab 1815: Großherzogtum Hessen (Souveränitätslande), Provinz Oberhessen, Amt Lauterbach (zur Herrschaft Riedesel)
- ab 1821: Großherzogtum Hessen, Provinz Oberhessen, Landratsbezirk Herbstein[Anm. 3]
- ab 1825: Großherzogtum Hessen, Provinz Oberhessen, Landratsbezirk Lauterbach (Verlegt aus Herbstein)
- ab 1848: Großherzogtum Hessen, Regierungsbezirk Alsfeld
- ab 1852: Großherzogtum Hessen, Provinz Oberhessen, Kreis Lauterbach
- ab 1867: Norddeutscher Bund,[Anm. 4] Großherzogtum Hessen, Provinz Oberhessen, Kreis Lauterbach
- ab 1871: Deutsches Reich, Großherzogtum Hessen, Provinz Oberhessen, Kreis Lauterbach
- ab 1918: Deutsches Reich (Weimarer Republik), Volksstaat Hessen, Provinz Oberhessen, Kreis Lauterbach
- ab 1938: Deutsches Reich, Volksstaat Hessen, Landkreis Lauterbach[11][Anm. 5]
- ab 1945: Amerikanische Besatzungszone,[Anm. 6] Groß-Hessen, Regierungsbezirk Darmstadt, Landkreis Lauterbach
- ab 1946: Amerikanische Besatzungszone, Hessen, Regierungsbezirk Darmstadt, Landkreis Lauterbach
- ab 1949: Bundesrepublik Deutschland, Hessen, Regierungsbezirk Darmstadt, Landkreis Lauterbach
- ab 1971: Bundesrepublik Deutschland, Hessen, Regierungsbezirk Darmstadt, Landkreis Lauterbach, Stadt Lautenbach
- ab 1972: Bundesrepublik Deutschland, Hessen, Regierungsbezirk Darmstadt, Vogelsbergkreis, Stadt Lautenbach
- ab 1981: Bundesrepublik Deutschland, Hessen, Regierungsbezirk Gießen, Vogelsbergkreis, Stadt Lautenbach

### Bevölkerung
Einwohnerstruktur 2011
Nach den Erhebungen des Zensus 2011 lebten am Stichtag dem 9. Mai 2011 in Wernges 228 Einwohner. Darunter waren 3 (1,3 %) Ausländer. Nach dem Lebensalter waren 45 Einwohner unter 18 Jahren, 81 zwischen 18 und 49, 42 zwischen 50 und 64 und 51 Einwohner waren älter. Die Einwohner lebten in 87 Haushalten. Davon waren 18 Singlehaushalte, 24 Paare ohne Kinder und 33 Paare mit Kindern, sowie 12 Alleinerziehende und keine Wohngemeinschaften. In 21 Haushalten lebten ausschließlich Senioren und in 48 Haushaltungen lebten keine Senioren.
Einwohnerentwicklung
| Wernges: Einwohnerzahlen von 1834 bis 2016 | Wernges: Einwohnerzahlen von 1834 bis 2016 | Wernges: Einwohnerzahlen von 1834 bis 2016 | Wernges: Einwohnerzahlen von 1834 bis 2016 | Wernges: Einwohnerzahlen von 1834 bis 2016 |
| --- | ------------------------------------------ | ------------------------------------------ | ------------------------------------------ | ------------------------------------------ |
| Jahr |                                            |                                            |                                            | Einwohner                                  |
| 1834 | 1834                                       |                                            | 220                                        | 220                                        |
| 1840 | 1840                                       |                                            | 244                                        | 244                                        |
| 1846 | 1846                                       |                                            | 272                                        | 272                                        |
| 1852 | 1852                                       |                                            | 282                                        | 282                                        |
| 1858 | 1858                                       |                                            | 272                                        | 272                                        |
| 1864 | 1864                                       |                                            | 312                                        | 312                                        |
| 1871 | 1871                                       |                                            | 300                                        | 300                                        |
| 1875 | 1875                                       |                                            | 264                                        | 264                                        |
| 1885 | 1885                                       |                                            | 270                                        | 270                                        |
| 1895 | 1895                                       |                                            | 261                                        | 261                                        |
| 1905 | 1905                                       |                                            | 300                                        | 300                                        |
| 1910 | 1910                                       |                                            | 273                                        | 273                                        |
| 1925 | 1925                                       |                                            | 245                                        | 245                                        |
| 1939 | 1939                                       |                                            | 247                                        | 247                                        |
| 1946 | 1946                                       |                                            | 385                                        | 385                                        |
| 1950 | 1950                                       |                                            | 345                                        | 345                                        |
| 1956 | 1956                                       |                                            | 265                                        | 265                                        |
| 1961 | 1961                                       |                                            | 255                                        | 255                                        |
| 1967 | 1967                                       |                                            | 253                                        | 253                                        |
| 1970 | 1970                                       |                                            | 274                                        | 274                                        |
| 1980 | 1980                                       |                                            | ?                                          | ?                                          |
| 1990 | 1990                                       |                                            | ?                                          | ?                                          |
| 2003 | 2003                                       |                                            | 237                                        | 237                                        |
| 2007 | 2007                                       |                                            | 234                                        | 234                                        |
| 2011 | 2011                                       |                                            | 228                                        | 228                                        |
| 2016 | 2016                                       |                                            | 229                                        | 229                                        |
| Datenquelle: Historisches Gemeindeverzeichnis für Hessen: Die Bevölkerung der Gemeinden 1834 bis 1967. Wiesbaden: Hessisches Statistisches Landesamt, 1968. Weitere Quellen: LAGIS; Stadt Lauterbach; Zensus 2011 |                                            |                                            |                                            |                                            |

Historische Religionszugehörigkeit
| • 1961: | 230 evangelische (= 80,20 %), 25 katholische (= 9,80 %), 13 jüdische (= 2,11 %) Einwohner |

## Politik
Ortsvorsteher ist Thomas Bernges (Stand: August 2016).

## Kulturdenkmäler
Die Kirche stammt aus dem 18. Jahrhundert.
Siehe auch: Liste der Kulturdenkmäler in Wernges

## Infrastruktur
In der Gemarkung von Wernges befindet sich der Flugplatz Lauterbach für Sport- und Segelflugzeuge.